# قطعنامه ۹۴۸ شورای امنیت
قطعنامه  ۹۴۸ شورای امنیت سازمان ملل متحد که در تاریخ ۱۵ اکتبر ۱۹۹۴ تصویب شد، سندی بین‌المللی دربارهٔ هائیتی است. این قطعنامه طی نشست ۳۴۳۷ام با ۱۴ رای موافق، ۰ مخالف و ۱ ممتنع تصویب شد.